# Mistrzostwa świata w kajak-polo
Mistrzostwa świata w kajak-polo (ang. Canoe Polo World Championships) – międzynarodowy turniej kajak-polo organizowany przez World Skate (do września 2017 przez Międzynarodową Federację Kajakarstwa (ICF) dla męskich i żeńskich reprezentacji narodowych. Pierwsze mistrzostwa odbyły się w 1994 roku w Sheffield i uczestniczyły w nim 18 męskich i 6 żeńskich drużyn. Mistrzostwa odbywają się co dwa lata. Najwięcej tytułów mistrzowskich zdobyła męskie reprezentacje Francji, Holandii i Australii oraz żeńska reprezentacja Niemiec.

## Mężczyźni

### Wyniki
| Rok                                      | Organizator                 | T |  | Zwycięzca       | II miejsce      | III miejsce     |  | Uwagi     |
| Mistrzostwa świata w kajak-polo mężczyzn |                             |   |  |                 |                 |                 |  |           |
| 1994                                     | Sheffield (Wielka Brytania) | 1 |  | Australia       | Niemcy          | Wielka Brytania |  | 18 drużyn |
| 1996                                     | Adelaide (Australia)        | 2 |  | Australia       | Włochy          | Niemcy          |  | 15 drużyn |
| 1998                                     | Aveiro (Portugalia)         | 3 |  | Australia       | Wielka Brytania | Włochy          |  | 20 drużyn |
| 2000                                     | São Paulo (Brazylia)        | 1 |  | Wielka Brytania | Holandia        | Niemcy          |  | 17 drużyn |
| 2002                                     | Essen (Niemcy)              | 2 |  | Wielka Brytania | Holandia        | Niemcy          |  | 27 drużyn |
| 2004                                     | Miyoshi (Japonia)           | 1 |  | Holandia        | Niemcy          | Wielka Brytania |  | 18 drużyn |
| 2006                                     | Amsterdam (Holandia)        | 1 |  | Francja         | Włochy          | Holandia        |  | 23 drużyn |
| 2008                                     | Edmonton (Kanada)           | 2 |  | Holandia        | Francja         | Włochy          |  | 20 drużyn |
| 2010                                     | Mediolan (Włochy)           | 2 |  | Francja         | Niemcy          | Włochy          |  | 22 drużyn |
| 2012                                     | Poznań (Polska)             | 3 |  | Holandia        | Niemcy          | Francja         |  | 23 drużyn |
| 2014                                     | Thury-Harcourt (Francja)    | 3 |  | Francja         | Niemcy          | Hiszpania       |  | 24 drużyn |
| 2016                                     | Syrakuzy (Włochy)           | 1 |  | Włochy          | Francja         | Hiszpania       |  | 24 drużyn |
| 2018                                     | Welland (Kanada)            | 1 |  | Niemcy          | Włochy          | Hiszpania       |  | 23 drużyn |
| 2020                                     | Rzym (Włochy)               |   |  |                 |                 |                 |  | 23 drużyn |
| 2022                                     | Saint-Omer (Francja)        | 2 |  | Niemcy          | Hiszpania       | Włochy          |  | 23 drużyn |

### Klasyfikacja medalowa
W dotychczasowej historii Mistrzostw świata na podium oficjalnie stawało w sumie 7 drużyn. Liderem klasyfikacji są Australia, Francja i Holandia, które zdobyły złote medale mistrzostw po 3 razy.
Stan na grudzień 2018.
| Lp. | Reprezentacja   | Miejsca na podium | Miejsca na podium | Miejsca na podium | Zwycięskie sezony |   |   |                  |
| --- | --------------- | ----------------- | ----------------- | ----------------- | ----------------- | - | - | ---------------- |
| Lp. | Reprezentacja   | 1.                | Francja           | 3                 | Zwycięskie sezony | 2 | 1 | 2006, 2010, 2014 |
| 2.  | Holandia        | 3                 | 2                 | 1                 | 2004, 2008, 2012  |   |   |                  |
| 3.  | Australia       | 3                 | 0                 | 0                 | 1994, 1996, 1998  |   |   |                  |
| 4.  | Wielka Brytania | 2                 | 1                 | 2                 | 2000, 2002        |   |   |                  |
| 5.  | Niemcy          | 1                 | 5                 | 3                 | 2018              |   |   |                  |
| 6.  | Włochy          | 1                 | 3                 | 3                 | 2016              |   |   |                  |
| 7.  | Hiszpania       | 0                 | 0                 | 3                 |                   |   |   |                  |

## Kobiety

### Wyniki
| Rok                                    | Organizator                 | T |  | Zwycięzca       | II miejsce      | III miejsce |  | Uwagi     |
| Mistrzostwa świata w kajak-polo kobiet |                             |   |  |                 |                 |             |  |           |
| 1994                                   | Sheffield (Wielka Brytania) | 1 |  | Australia       | Niemcy          | Francja     |  | 6 drużyn  |
| 1996                                   | Adelaide (Australia)        | 1 |  | Wielka Brytania | Australia       | Niemcy      |  | 7 drużyn  |
| 1998                                   | Aveiro (Portugalia)         | 2 |  | Australia       | Wielka Brytania | Francja     |  | 11 drużyn |
| 2000                                   | São Paulo (Brazylia)        | 1 |  | Niemcy          | Wielka Brytania | Francja     |  | 10 drużyn |
| 2002                                   | Essen (Niemcy)              | 2 |  | Niemcy          | Francja         | Australia   |  | 19 drużyn |
| 2004                                   | Miyoshi (Japonia)           | 2 |  | Wielka Brytania | Niemcy          | Francja     |  | 14 drużyn |
| 2006                                   | Amsterdam (Holandia)        | 3 |  | Niemcy          | Nowa Zelandia   | Holandia    |  | 20 drużyn |
| 2008                                   | Edmonton (Kanada)           | 3 |  | Wielka Brytania | Niemcy          | Francja     |  | 17 drużyn |
| 2010                                   | Mediolan (Włochy)           | 4 |  | Wielka Brytania | Niemcy          | Francja     |  | 18 drużyn |
| 2012                                   | Poznań (Polska)             | 4 |  | Niemcy          | Wielka Brytania | Australia   |  | 17 drużyn |
| 2014                                   | Thury-Harcourt (Francja)    | 5 |  | Niemcy          | Wielka Brytania | Francja     |  | 20 drużyn |
| 2016                                   | Syrakuzy (Włochy)           | 1 |  | Nowa Zelandia   | Niemcy          | Francja     |  | 18 drużyn |
| 2018                                   | Welland (Kanada)            | 6 |  | Niemcy          | Wielka Brytania | Włochy      |  | 18 drużyn |
| 2020                                   | Rzym (Włochy)               |   |  |                 |                 |             |  | 23 drużyn |
| 2022                                   | Saint-Omer (Francja)        |   |  |                 |                 |             |  | 23 drużyn |

### Klasyfikacja medalowa
W dotychczasowej historii Mistrzostw świata na podium oficjalnie stawało w sumie 7 drużyn. Liderem klasyfikacji są Niemcy, które zdobyły złote medale mistrzostw 6 razy.
Stan na grudzień 2018.
| Lp. | Reprezentacja   | Miejsca na podium | Miejsca na podium | Miejsca na podium | Zwycięskie sezony      |   |   |                                    |
| --- | --------------- | ----------------- | ----------------- | ----------------- | ---------------------- | - | - | ---------------------------------- |
| Lp. | Reprezentacja   | 1.                | Niemcy            | 6                 | Zwycięskie sezony      | 5 | 1 | 2000, 2002, 2006, 2012, 2014, 2018 |
| 2.  | Wielka Brytania | 4                 | 5                 | 0                 | 1996, 2004, 2008, 2010 |   |   |                                    |
| 3.  | Australia       | 2                 | 1                 | 2                 | 1994, 1998             |   |   |                                    |
| 4.  | Nowa Zelandia   | 1                 | 1                 | 0                 | 2016                   |   |   |                                    |
| 5.  | Francja         | 0                 | 1                 | 8                 |                        |   |   |                                    |
| 6.  | Holandia        | 0                 | 0                 | 1                 |                        |   |   |                                    |
| 6.  | Włochy          | 0                 | 0                 | 1                 |                        |   |   |                                    |